# Gommaar Timmermans
Pour les articles homonymes, voir GOT.
Gommaar Timmermans, né le 15 août 1930 à Lierre (province d'Anvers) et mort le 6 mai 2023 dans la même ville, est un auteur de bande dessinée belge néerlandophone, connu sous le pseudonyme de GoT encore peu traduit en français.

## Biographie
Gommaar Timmermans naît le 15 août 1930 à Lierre. Il entreprend à l'Académie royale des beaux-arts d'Anvers des études de céramique et de publicité. Après l'obtention de son diplôme, il prend le nom de plume GoT, et devient scénariste pour le Journal de Tintin (édition belge francophone et néerlandaise), ainsi que pour le périodique flamand Ons Volkske (Junior) en collaboration étroite avec Bob de Moor. Il participe aussi occasionnellement aux magazines allemands Quick et Neue Illustrierte pour lequel il dessine des caricatures.
GoT dessine pour Pats, supplément pour enfant du quotidien De Standaard dès les premières éditions en septembre 1962. Il y invente plusieurs séries, dont les plus célèbres Fideel, de Fluwelen Ridder [« Fideel, le chevalier de velours »], De Tweehoofdige Gevlekte Filodendron [« Le Filendron tacheté à deux têtes »], Arabella, de Geleerde Slak (Arabella l'escargot chercheur), Pepijn [« Pippin »] et Jonas in de Wonderwinkel (Jonas et la boutique aux merveilles). 
En 1963, il invente pour le magazine Zontagmorgen [« Dimanche matin »] le personnage Sylvester Beukenoot et en 1966 un personnage parodique de Batman : Gabriel Gagman.
En 1972, il rejoint le magazine De Nieuwe et y signe De Nieuwe Ark [« La Nouvelle Arche»]. Puis il crée Les Palabres de Savarin (De palavers van Savarin) pour Belgische Avenue ; Iam-boree et Weber pour l’hebdomadaire Knack ; Het Zondagskasteel (Le Château du dimanche), La Petite Poule blanche et l'empereur et Professor Pilaster's grote ballonvaart [« La Grande Course en ballon du professeur Pilaster »] pour le magazine Rosita.
En 1979, il adapte De Wonderwinkel pour la VRT dans un dessin animé de 13 épisodes intitulé Jonas et la boutique aux merveilles.
Il est victime d'une crise cardiaque en 1982. Il diminue alors sa production de dessin, en dehors de quelques coups de mains, et se lance dans l'écriture. Il rédige un article humoristique hebdomadaire pour Knack, qu'il illustre lui-même. Certains d'entre eux sont publiés dans une compilation sous le titre (Zeg eens kaas (Dites "fromage"). Il est également coauteur avec Arthur Lens et Jan Lampo du guide touristique Parcourant Lierre avec Felix Timmermans (Met Felix Timmermans door Lier) paru en 1997. Il prend sa retraite en 1999.
Du 26 octobre 2010 au 26 février 2011, la ville de Lierre organise une rétrospective de son travail.
Il meurt le 6 mai 2023 à Lierre, à l'âge de 92 ans.

## Parentèle
Gommaar est le fils de l'écrivain Felix Timmermans, et le frère des illustratrices Clara (nl) et Tonet Timmermans ainsi que de l'écrivaine Lia Timmermans,.

## Publications en français
- La Petite Poule blanche et l'empereur, Paris, Éditions des Deux coqs d'or, 1973 (BNF 35137322)

#### Études
- Danny De Laet et Yves Varende, Au-delà du septième art : histoire de la bande dessinée belge, Bruxelles, Ministère des affaires étrangères, du commerce extérieur et de la coopération au développement, coll. « Chroniques belges » (no 322), 1979, 302 p., ill. ; 22 cm (OCLC 301693218, lire en ligne).

#### Livres
- Jean Van Hamme, Introduction à la bande dessinée belge, Bruxelles, Bibliothèque royale de Belgique, 1968, 80 p., ill. ; 26 cm (lire en ligne), p. 46[catalogue] publié à l'occasion de l'exposition La bande dessinée en Belgique, Bibliothèque Albert Ier, [Bruxelles], du 29 juin au 25 août 1968.